# Gottorps jordglob

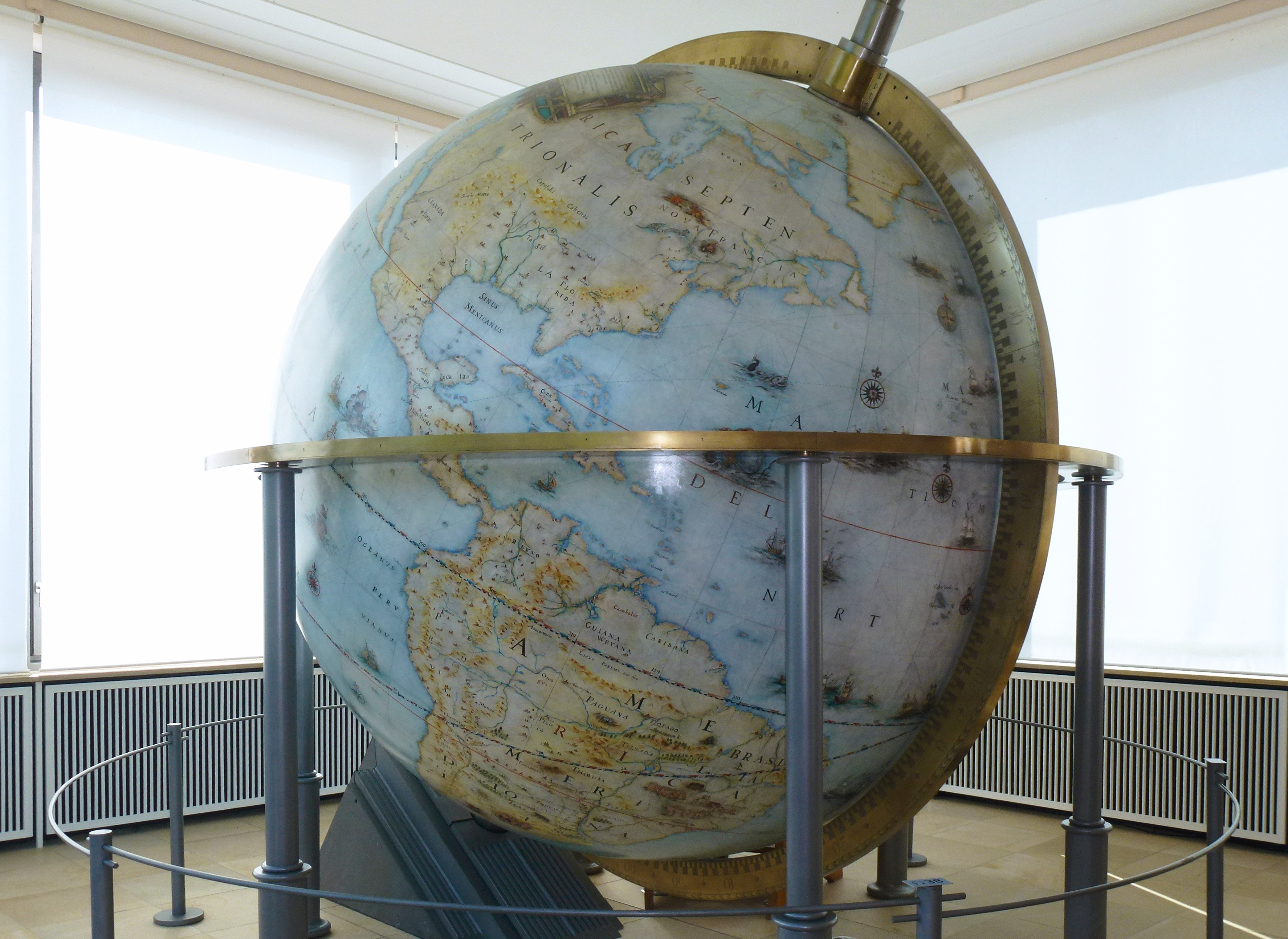
Gottorps jordglob 2014.

Gottorps jordglob  (på tyska: Gottorfer Riesenglobus, på danska: Den gottorpske kæmpeglobus) fanns ursprungligen i Gottorps barockträdgård, vid staden Schleswig i nuvarande tyska förbundslandet Schleswig-Holstein. Originalgloben med drygt tre meter i diameter tillverkades mellan 1650 och 1664 på initiativ av Fredrik III av Holstein-Gottorp. På utsidan visades den då kända världen och på insidan kunde besökaren se stjärnhimlen och de kända stjärnbilderna medan globen sakta roterade, driven av vattenkraft.  
Konstruktionen blev en vetenskaplig och teknisk sensation och räknas idag till världens första planetarium. År 1713 flyttades globen till Sankt Petersburg, där den fortfarande befinner sig, om än i skadat skick. En exakt rekonstruktion av Gottorps jordglob invigdes år 2005 i en nyuppförd byggnad i slottsparken. Här kan besökaren kliva in i globen och uppleva världens första rörliga och tredimensionella modell av stjärnhimlen över Gottorp.

## Historik

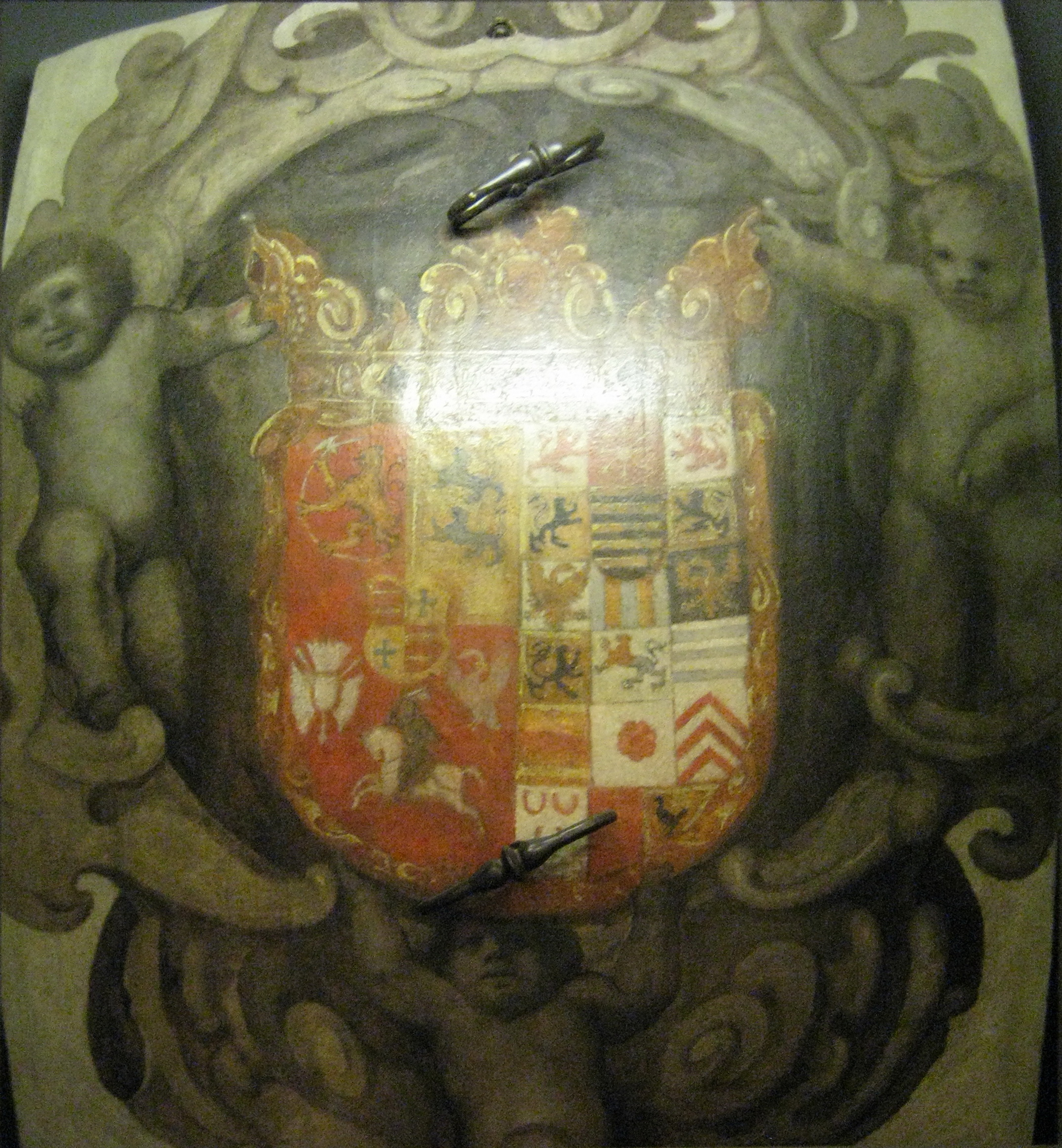
Originalglobens lucka med Gottorps vapen i Sankt Petersburg.

År 1651 beslöt hertig Fredrik III av Holstein-Gottorp att låta bygga en stor jordglob som skulle sammanfatta dåtidens kunskap om jordens geografi och om stjärnhimlen. Globen, som skulle bli barockträdgårdens centralpunkt, var Fredriks egen "uppfinning". Det hela var ett prestigeobjekt och ett underverk av tidens hantverkskonst, naturvetenskap och teknik. Som inspiration tjänade en beskrivning i boken Christian Rosencreutz alkemiska bröllop år 1459 som trycktes 1616 i Strasbourg.

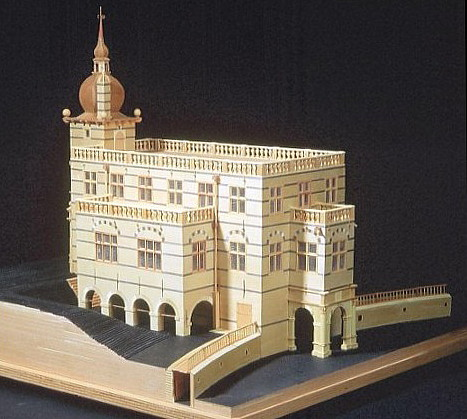
Gamla globhuset, modell.

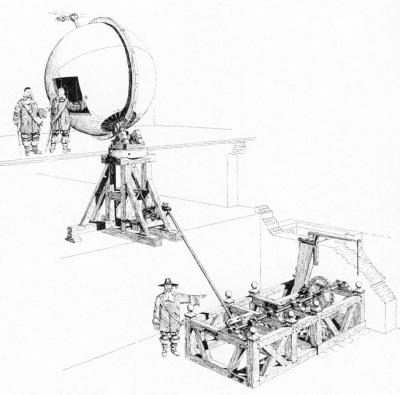
Rekonstruktion av drivenheten.

Vid sin sida hade Fredrik den tyske bibliotekarien och forskaren Adam Olearius samt en lång rad duktiga hantverkare som realiserade hertigens vetenskapliga vision. Under flera år arbetade upp till nio personer med globen. Här fanns urmakare, klensmeder, möbelsnickare, bössmakare, gravörer och målare som med smidesjärn, mässing, koppar, trä och färg skapade ett 3,11 meter stort ihåligt kopparklot som blev dåtidens största rörliga modell av himlen enligt Klaudios Ptolemaios geocentriska världsbild.
På utsidan visade jordklotet hela den då kända världen på ett kartografiskt korrekt sätt. På insidan kunde upp till tio personer (huvudsakligen av hertigen inbjudna gäster) samtidigt sitta längs väggarna kring ett runt bord och uppleva en med stearinljus belyst stjärnhimmel, som skulle föreställa natthimlen över Gottorp vid 1600-talets mitt. Himlakropparnas positioner återgavs rättvända och med drygt 1 000 stjärnor, som visades i form av små förgyllda spikhuvuden med infilade strålar. Det fanns sex olika storlekar, ju större spikhuvud, desto ljusare stjärna. De astrologiska stjärnbilderna hade målats detaljrik med oljefärg och i barockens tidssmak. Jämfört med ett modernt planetarium är Gottorps himlamodell förvånansvärt exakt.
Efter att instegsluckan stängdes började globen rotera. Besökarna satt stilla medan himlavalvet rörde sig över deras huvuden och under deras fötter. Ett varv varade cirka 15 minuter och motsvarade ett dygn. Globens axel drevs med vattenkraft från ett vattenhjul i källaren, men kunde även roteras manuellt med hjälp av en vev. Det fanns även möjlighet att låta globen rotera i "realtid", alltså ett varv per 24 timmar. Det är dock oklart om denna funktion någonsin kom till användning och att någon person satt instängt ett helt dygn i det trånga och dåligt ventilerade klotet förefaller osannolik. Man kunde nämligen bara beträda respektive lämna globen när luckan var i rätt position och det inträffade bara efter ett helt varv.
Anläggningen placerades i ett speciellt lusthus i Gottorps barockträdgård, strax norr om slottet. Huset, som kallades Friedrichsburg, hade troligen ritats av Adam Olearius och var gestaltat i nederländsk renässans. Globhuset var en påkostat stenbyggnad i fyra våningar inklusive två källarplan samt stora flyglar och ett torn. På taket fanns en terrass som begränsades av en balustrad. Härifrån hade man en vidsträckt blick över Gottorps barockträdgård, som var en terrassanläggning efter italiensk förebild och den första av sitt slag norr om Alperna. Globen placerades i stora salen på bottenvåningen. I källaren fanns utöver vattenhjulet för drivningen av globen även ett kök.
Arbetena med globen och huset fördröjdes genom det Polsk-svenska kriget (1655-1660) och avslutades först år 1664 genom Fredriks son, Kristian Albrekt av Holstein-Gottorp. Globens upphovsman, hertig Fredrik, fick aldrig uppleva det färdiga resultatet, han avled i augusti 1659.

## Jordgloben flyttas
Gottorps jordglob rönte stor internationell uppmärksamhet. Bland de personligheter som visade ett särskilt intresse i globen fanns den ryske tsaren Peter den store. Han fick se ”underverket” vid ett besök i Gottorp 1713 där han sammanträffade med  Fredrik IV av Danmark och begärde globen dels som gåva och dels som krigsbyte. För att få ut det stora klotet ur globhuset fick man bryta upp ett stort hål i fasaden.
Efter en fyra år lång transportresa anlände globen och övriga delar till Sankt Petersburg, monterades där samman och placerades i tsarens konstkammare. År 1747 förstördes globen nästan helt genom en brand, bara instegsluckan och metalldelarna blev kvar. Med hjälp av den ryske vetenskapsmannen Michail Lomonosov restaurerades globen, men inte med originalglobens världskarta utan med världen enligt ny geografisk kunskap. Flera reparationer följde under årens gång. Idag finns Gottorps jordglob fortfarande i Sankt Petersburg, men inte längre intakt.

## Globens rekonstruktion

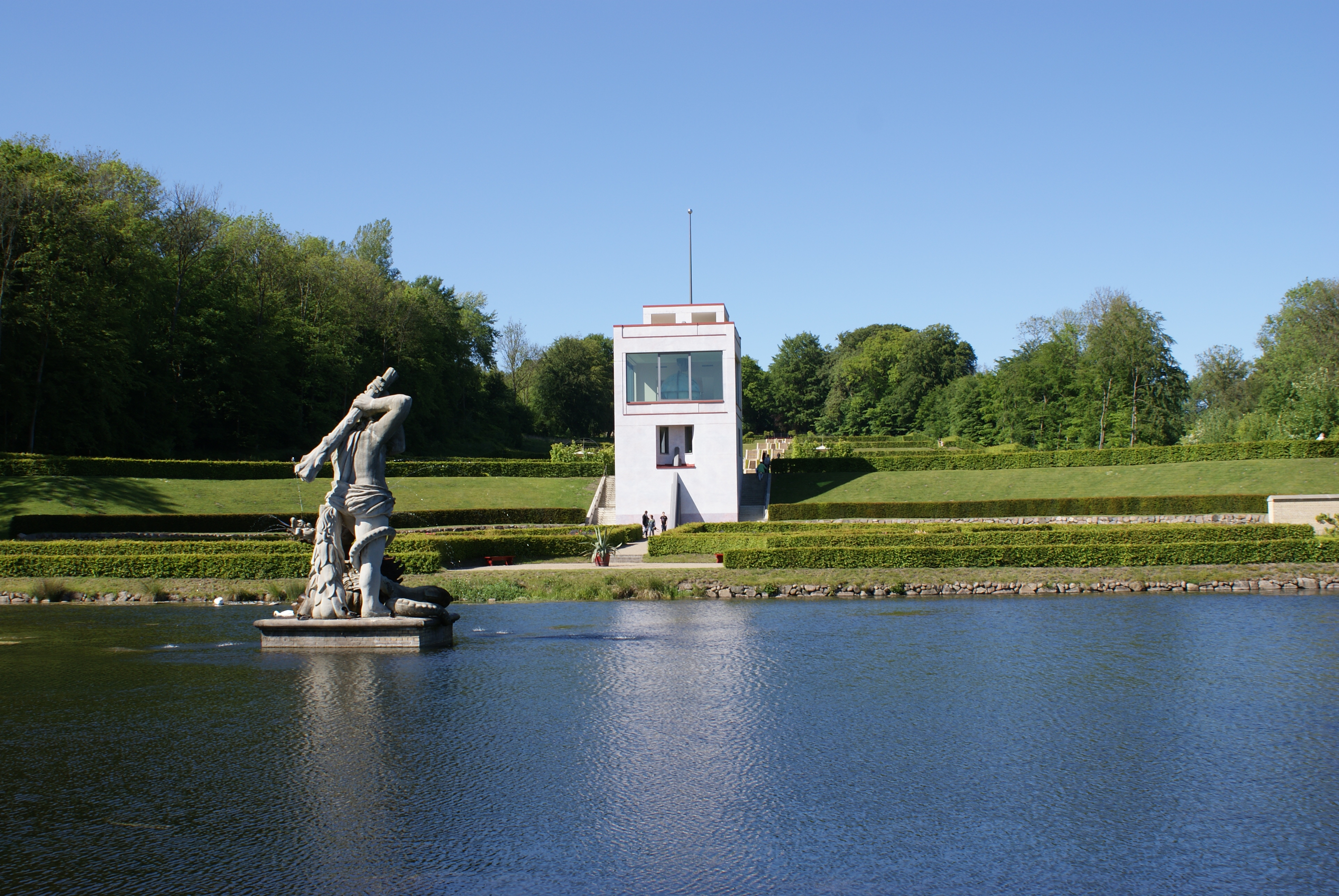
Nya globhuset och Hekulesdammen.

Sedan många år fanns ett intresse hos Stiftung Schleswig-Holsteinische Landesmuseen att låta återskapa Gottorps barockträdgård inklusive globhus och glob. Det ursprungliga globhuset revs redan i slutet av 1700-talet och en ny byggnad behövdes. Det nya globhuset gestaltades i en funktionell stil av arkitekterna  Hillmer & Sattler und Albrecht, Berlin.

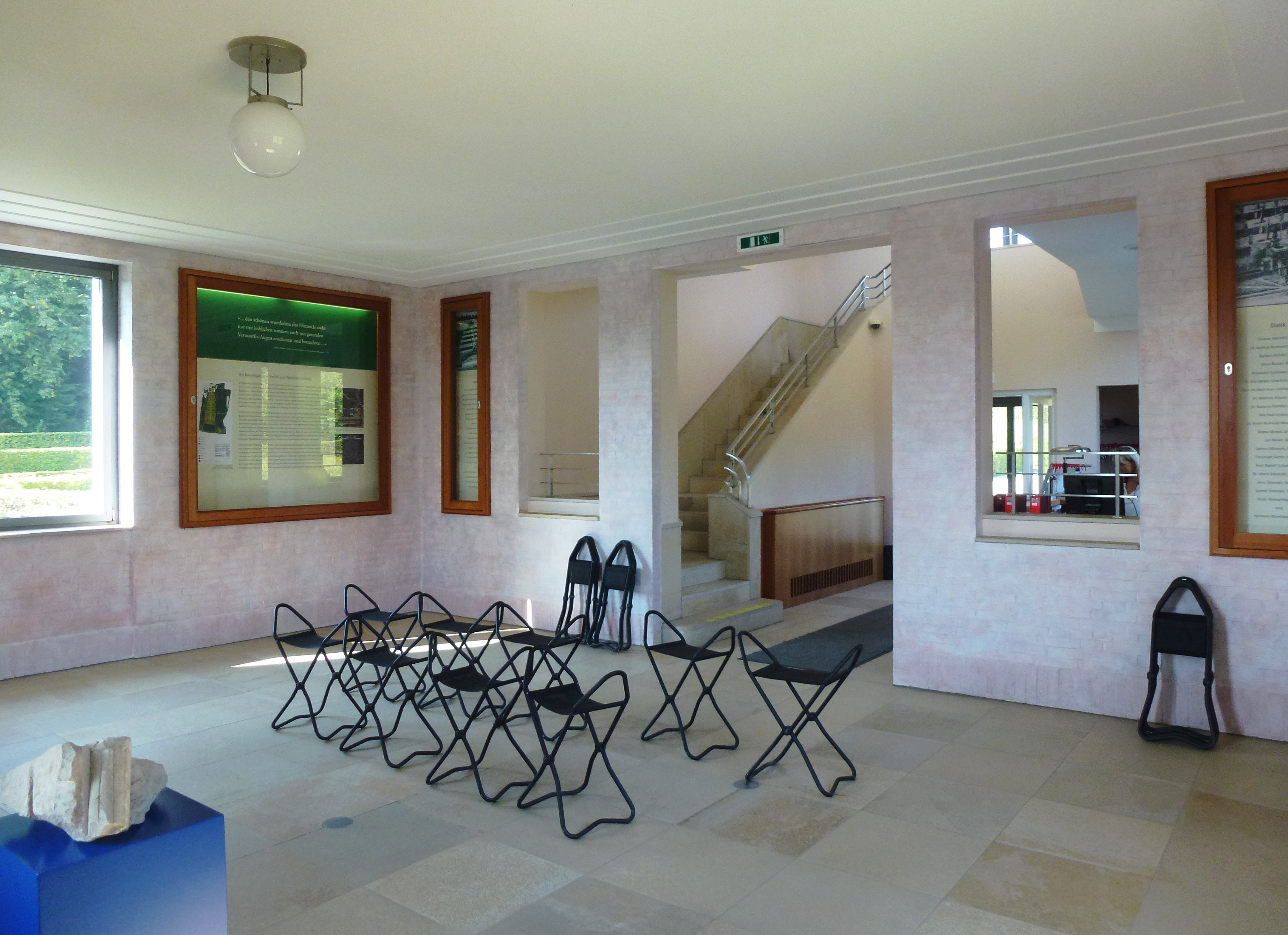
Museet, nedre våning.

Huset är ett museum med en planyta av 60 m². I bottenvåningen visas globens historik, i övervåningen står globens rekonstruktion, som syns genom byggnadens stora fönster redan från långt håll. Det finns även en takterrass från vilken man kan betrakta den nyanlagda barockträdgården. Trädgården, globhuset och jordgloben är tillgängliga för allmänheten. I besöket ingår även en åtta minuter lång  ”resa” i globens inre.
Själva rekonstruktion av jordgloben påbörjades 1991 av arkitekten och astronomen Felix Lühning  och avslutades 1997. Tack vare globens berömdhet fanns det gott om dokumentation som underlättade rekonstruktionsarbetet. Med undantag för den ursprungliga drivkällan (vattenkraft) byggdes sedan en exakt kopia av Gottorps jordglob (som numera drivs med elektricitet). 
För att kunna återskapa den invändiga och utvändiga målningen så exakt som möjligt användes dels historiska förlagor från två andra himmelsglober som står i Österrikiska nationalbiblioteket i Wien och dels äldre fotografier från originalglobens utsida. Fotografierna förstorades till rätt skala och rengjordes digitalt. Så skapades förlagor för den historiska kartan på globens konvexa utsida. Gällande insidans målningar stämmer rekonstruktionen inte överens med originalet utan de allegoriska stjärnbilderna togs från himmelsgloben i Wien. Stjärnornas exakta positioner (över 1 000) beräknades för år 1650 och mättes in manuellt.
För finansieringen av projektet stod bland annat Hermann Reemtsma Stiftung, Hamburg. I maj 2005 kunde den nya globen och den första utbyggnadsetappen av barockträdgården invigas.

## Bilder, globens rekonstruktion

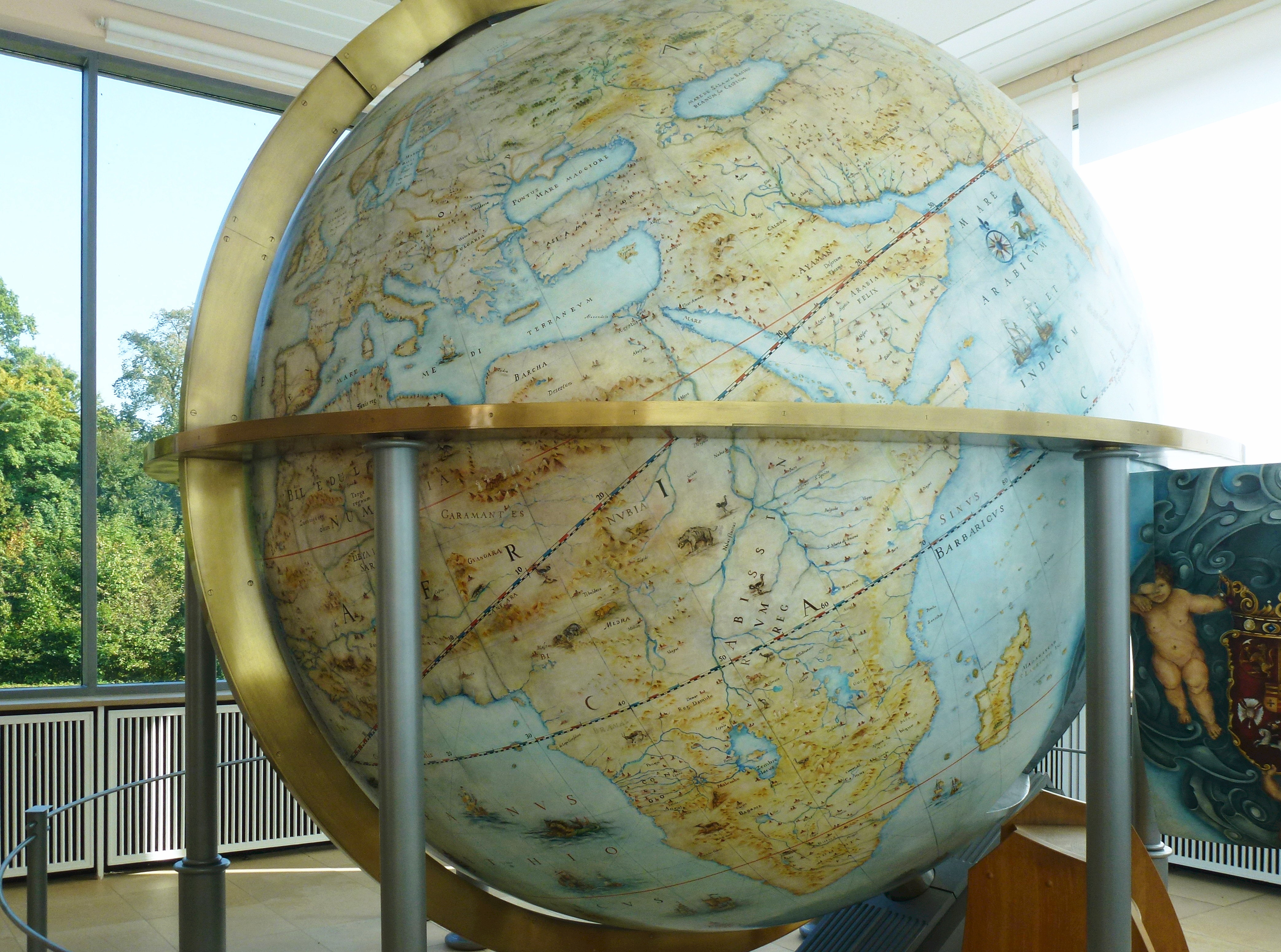
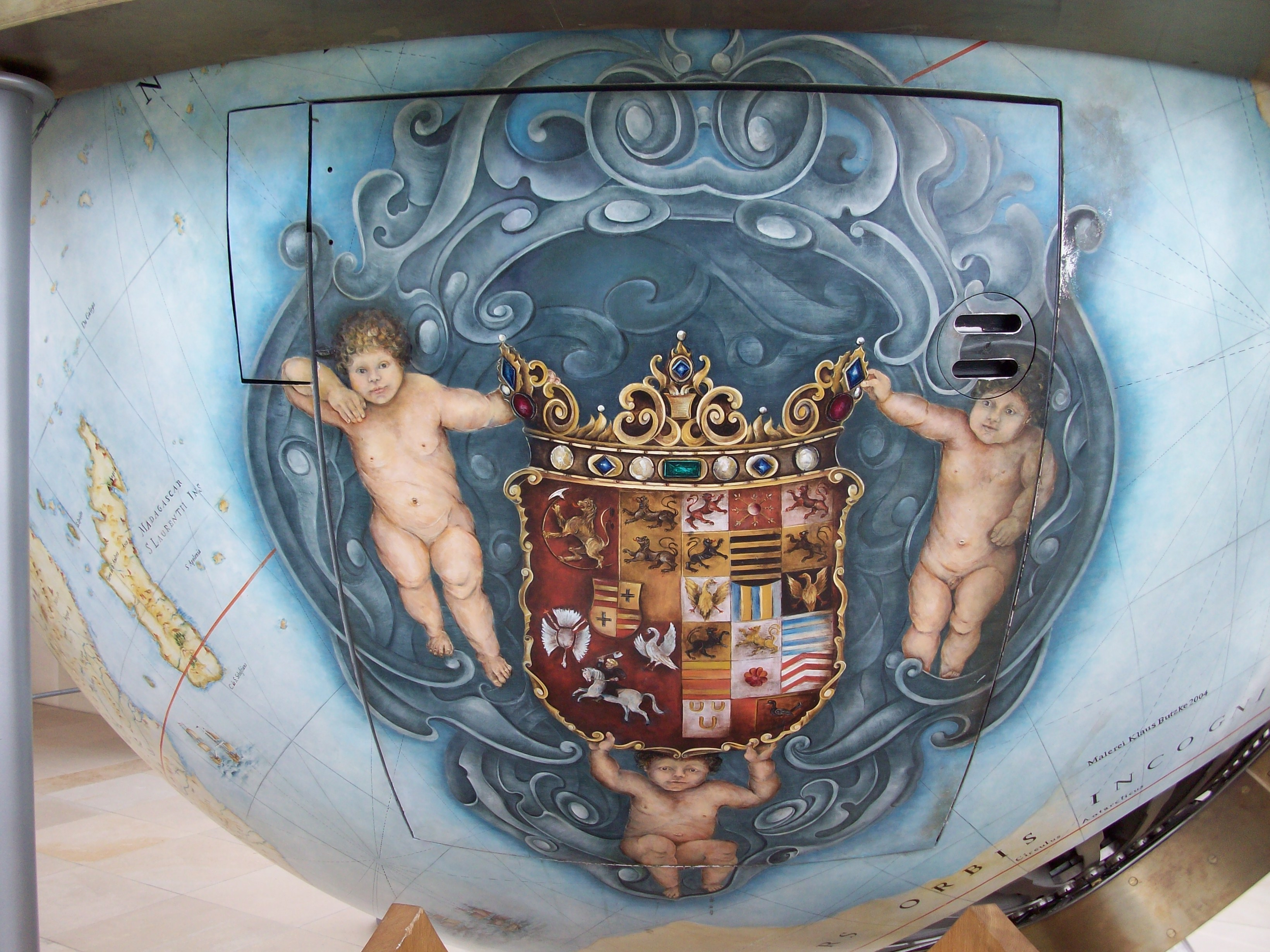
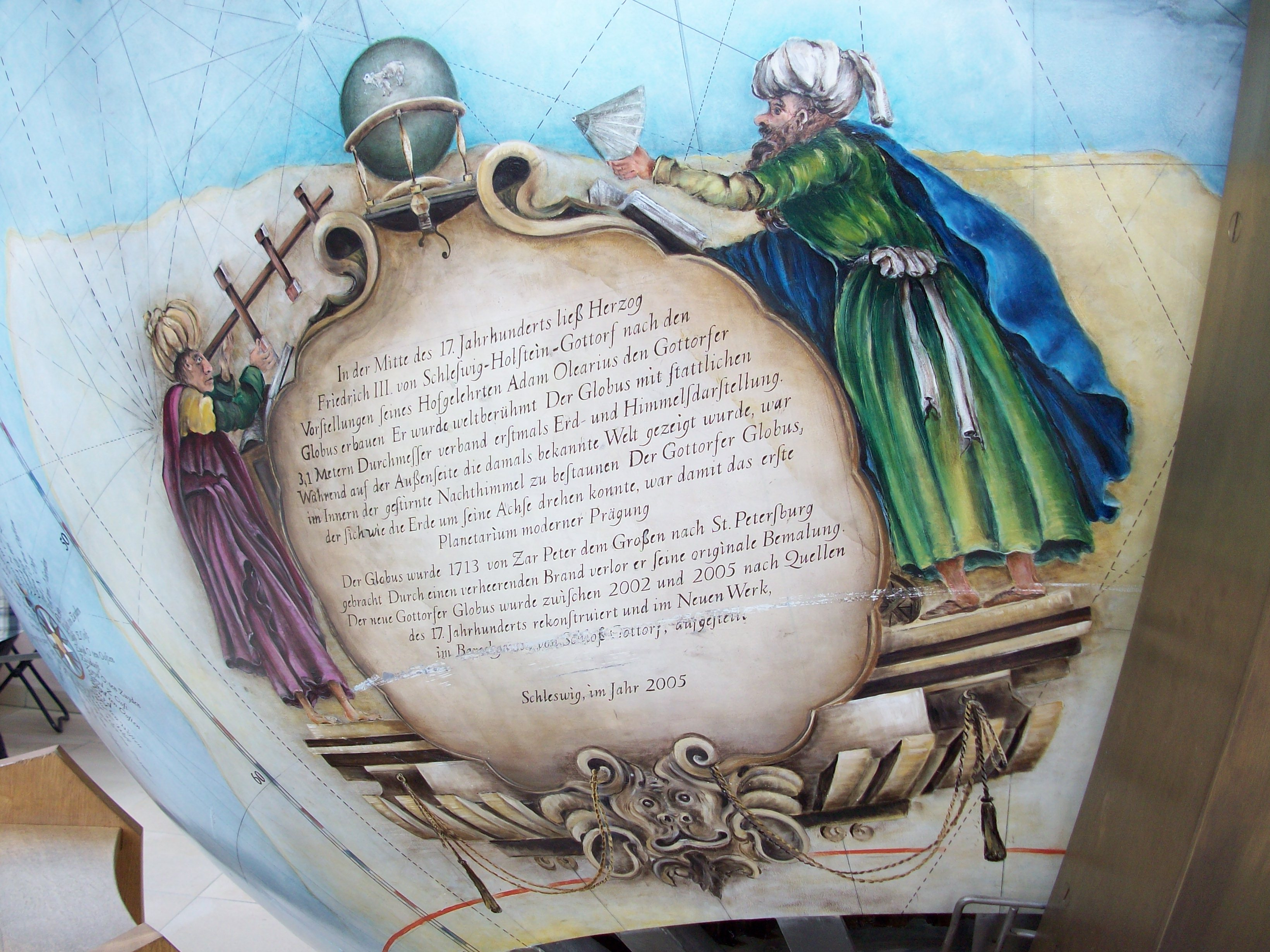
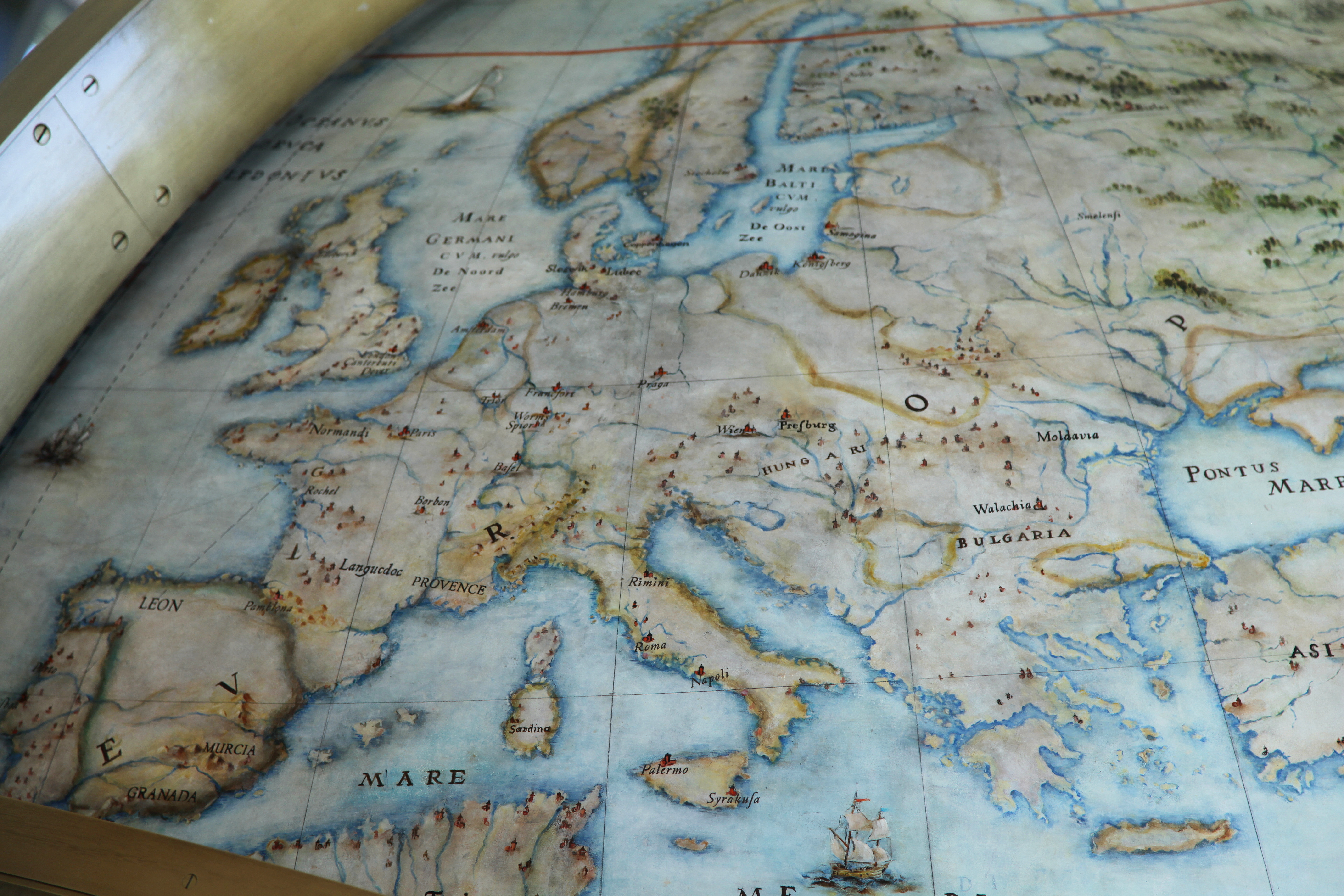
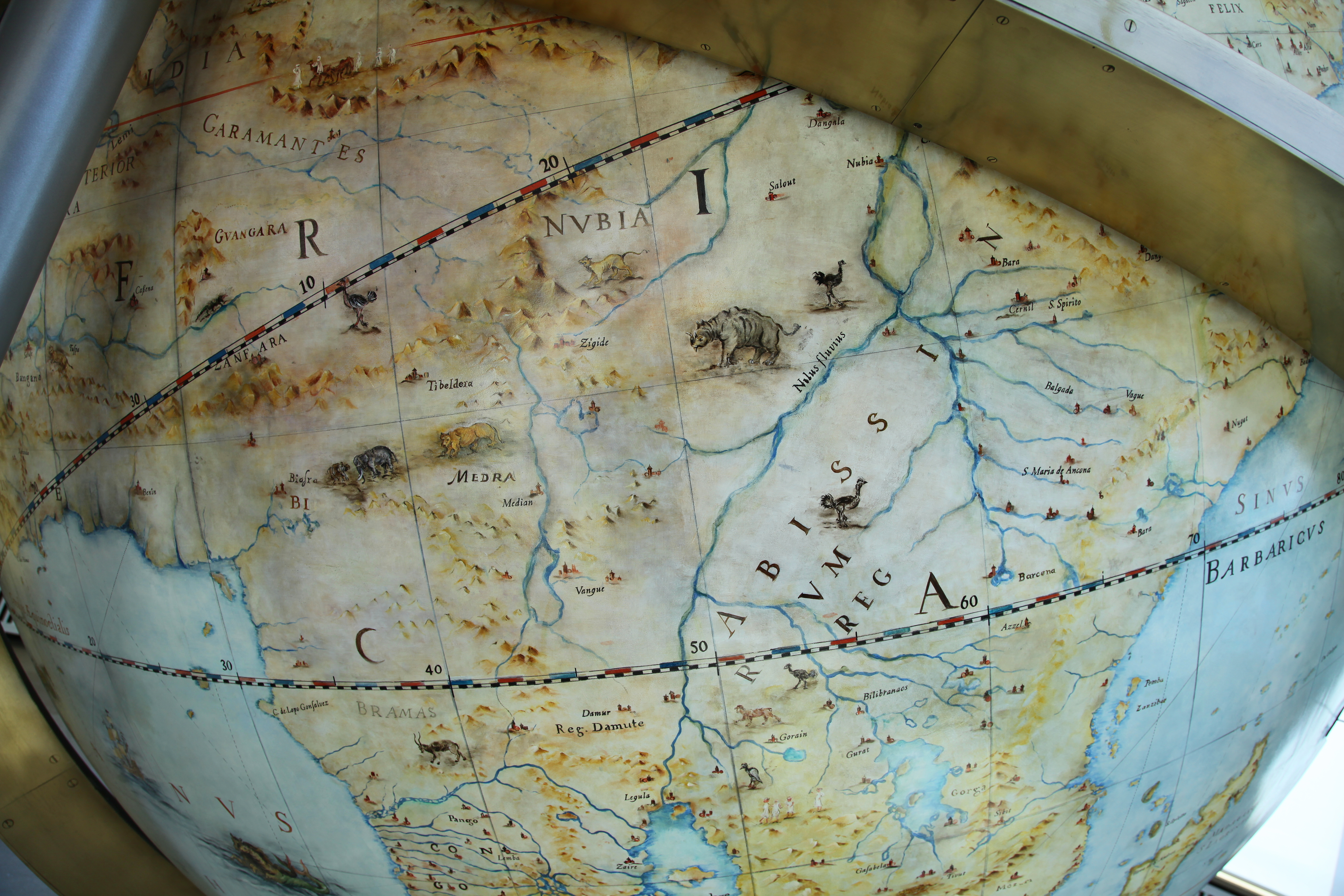
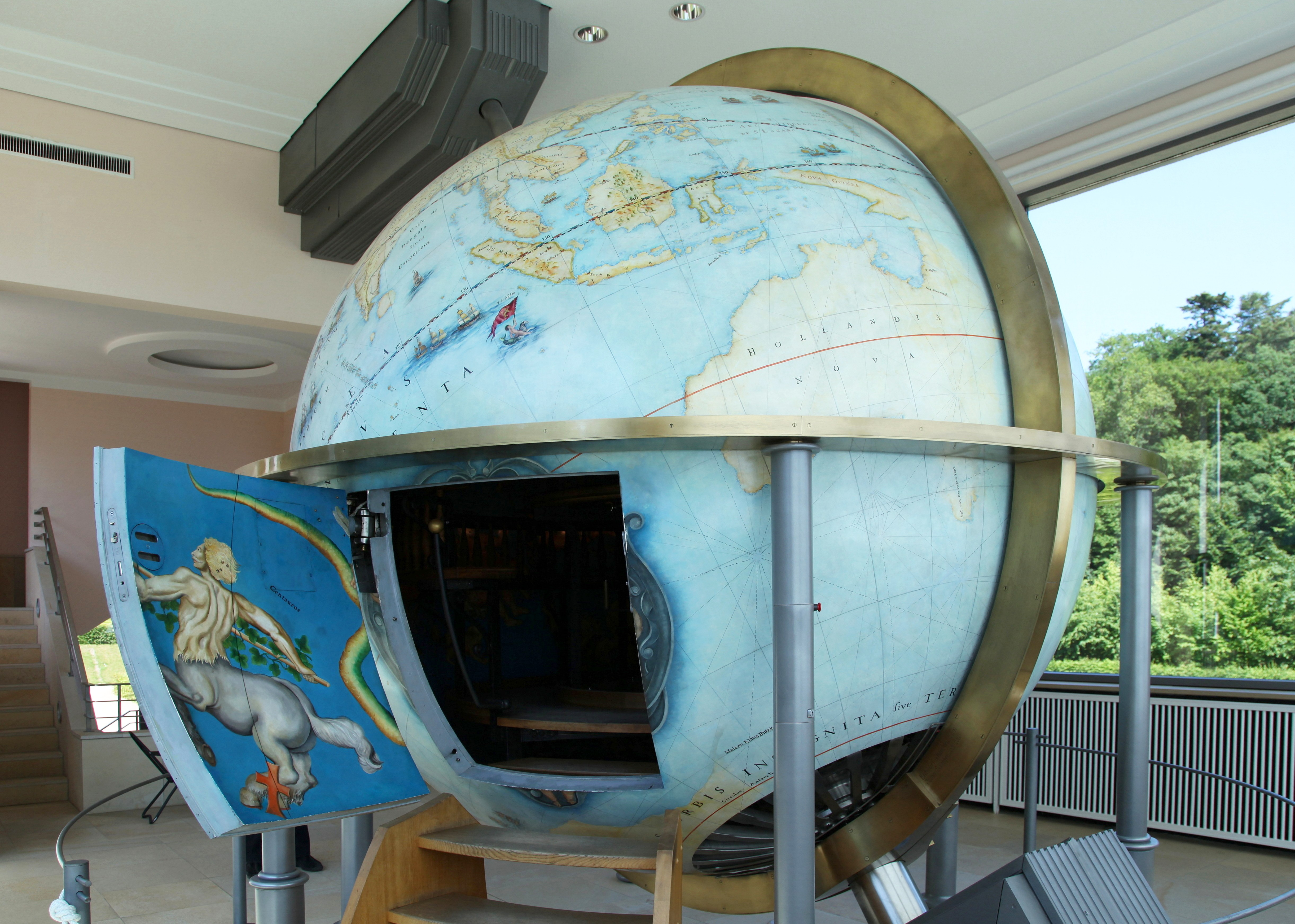
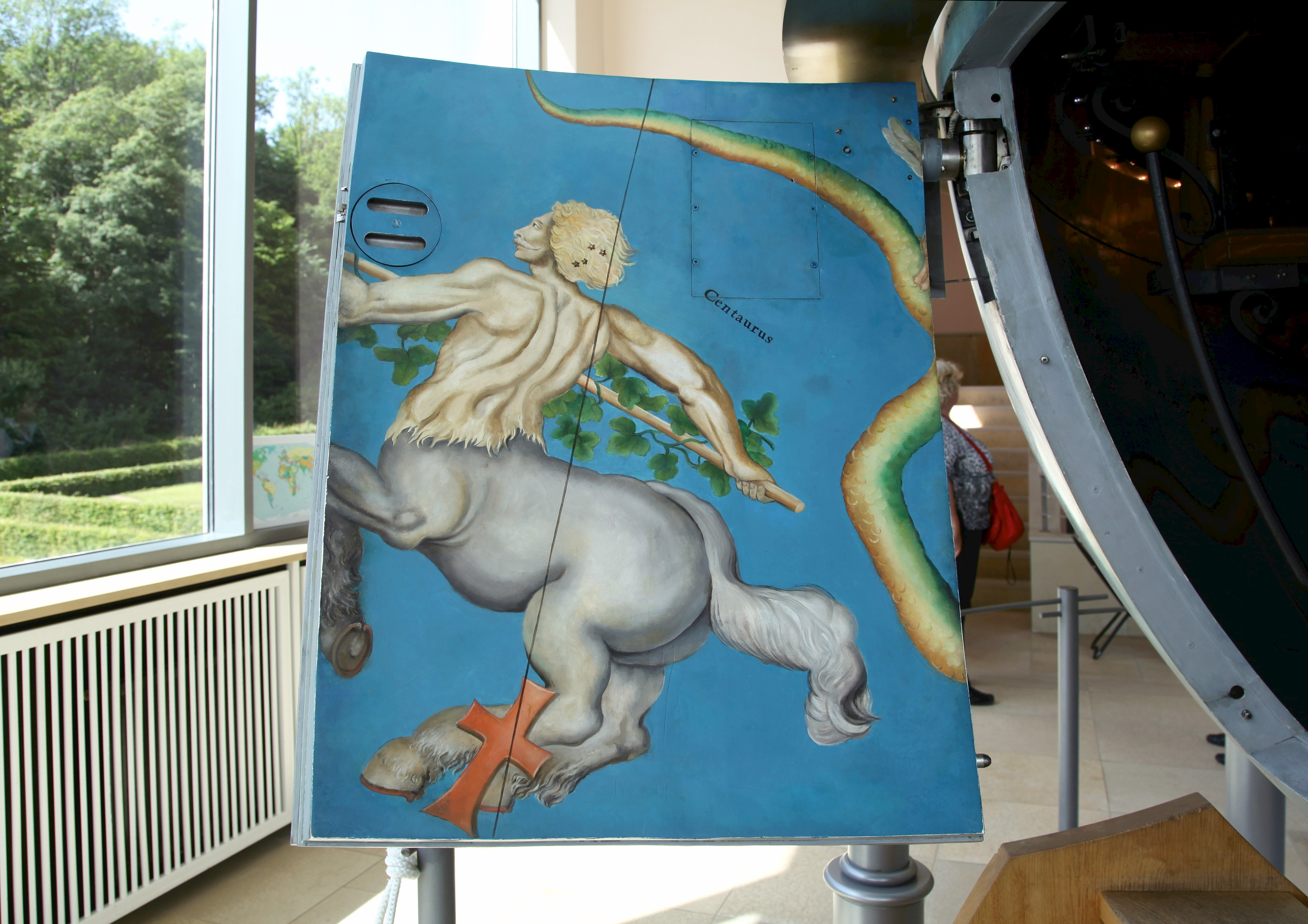
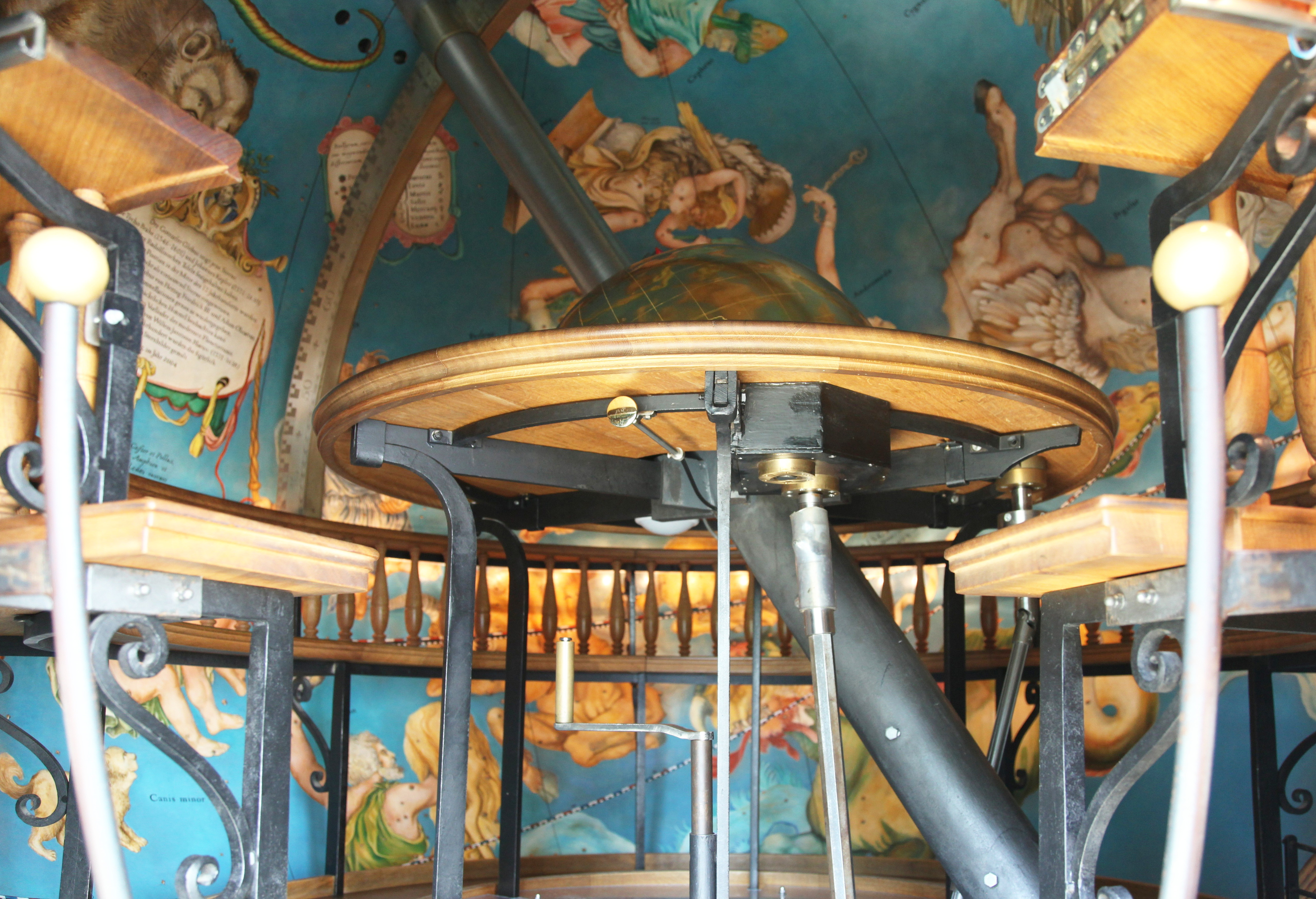
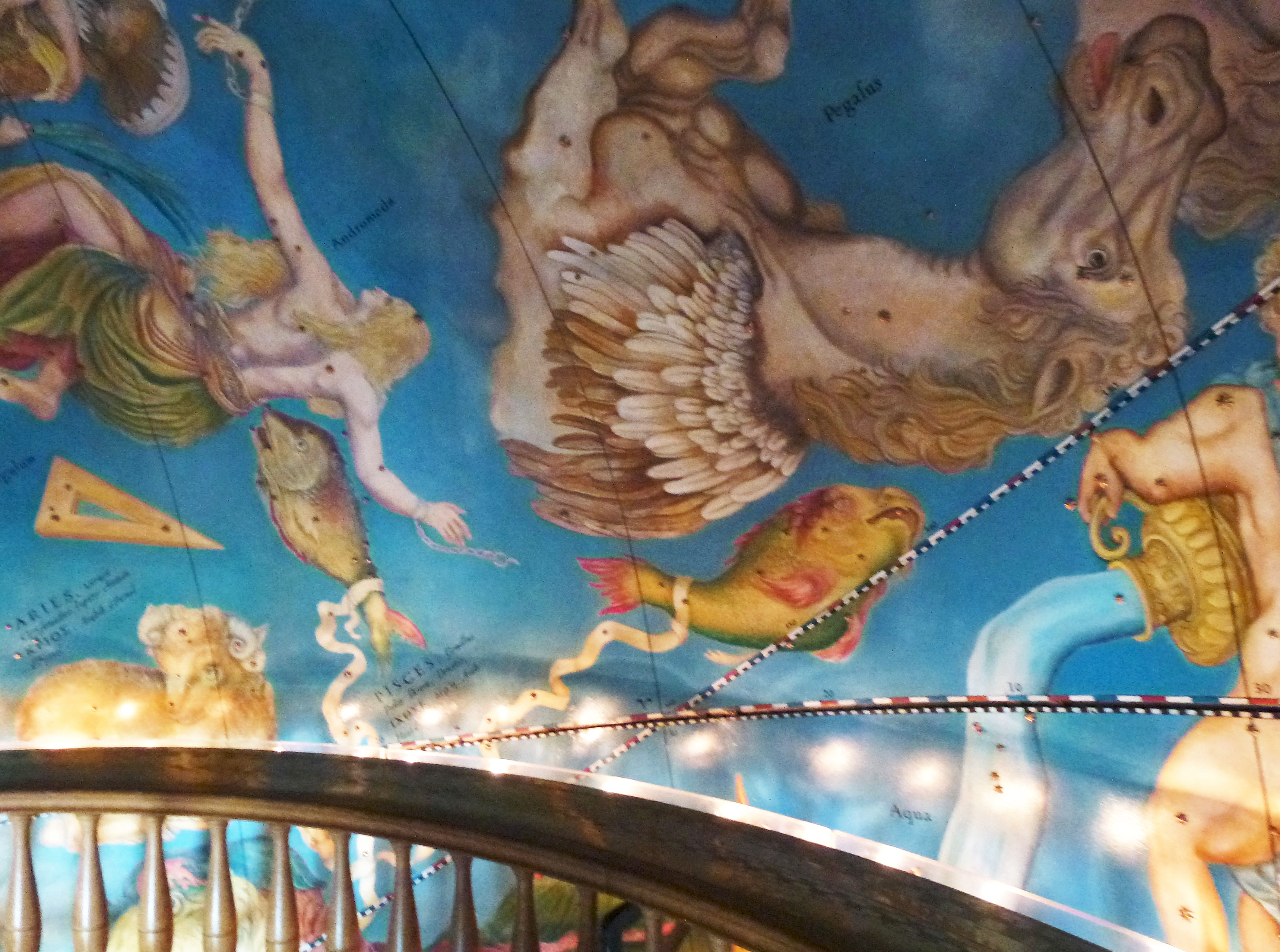
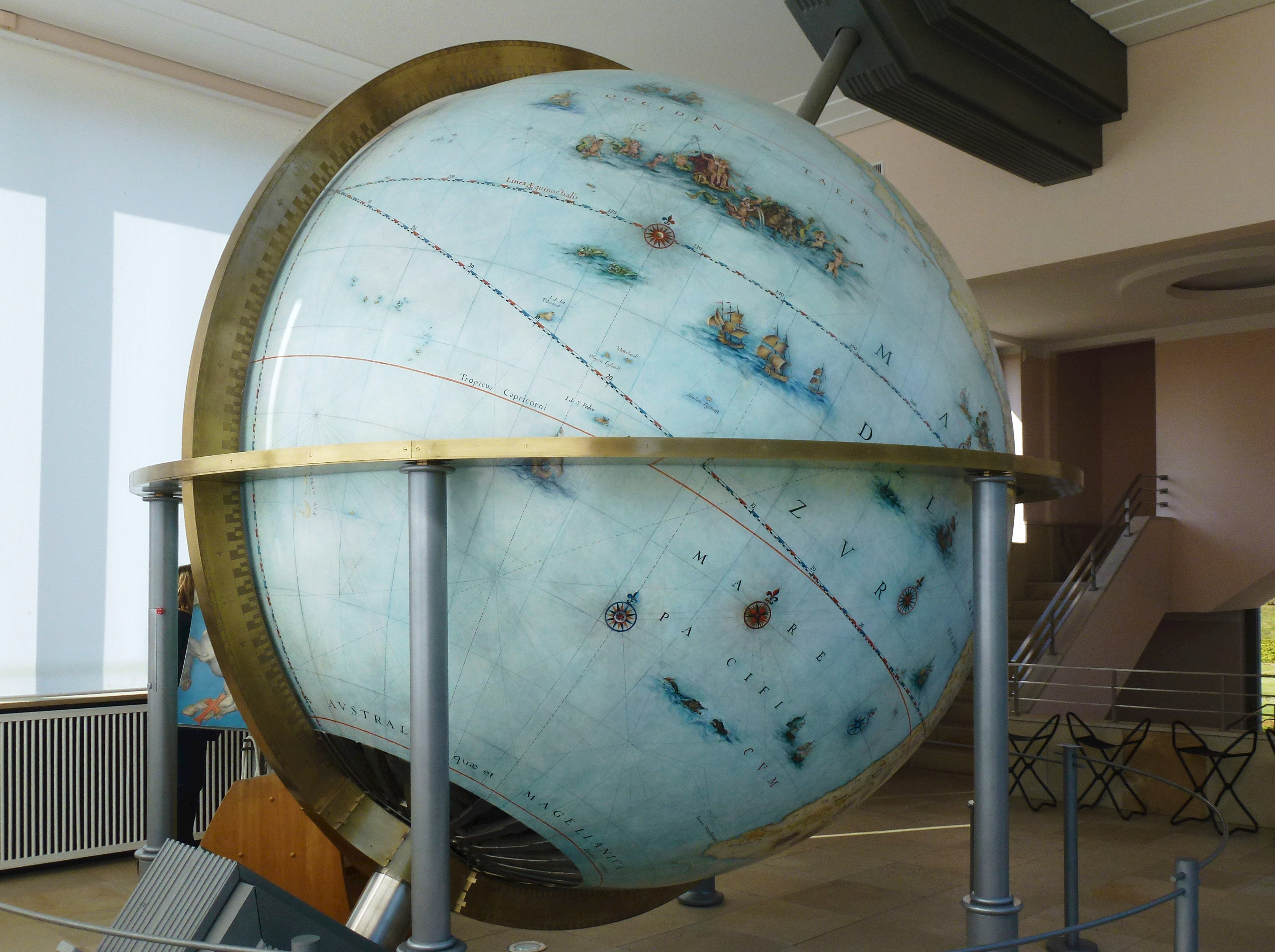